# 垫状忍冬
垫状忍冬（学名：Lonicera oreodoxa）为忍冬科忍冬属的植物，为中国的特有植物。分布于中国大陆的四川等地，生长于海拔4,700米至4,800米的地区，一般生于高山上，目前尚未由人工引种栽培。